# 龙庙山
龙庙山山脉，位于山东省荣成市境内，为一横贯境内中部的低山，呈西南走向，跨邱家、黄山、上庄、王连、斥山、等镇，长约20公里，宽约12.5公里.因长期处于剥蚀状态,成为起伏缓和的丘陵地区。主峰龙庙山，海拔254.3米,主要山峰有峰山(199米)、崂山（167.9米）、耳子山（172.3米）、炮山（142米）。